# Augusto I di Oldenburg
Paolo Federico Augusto di Oldenburg (Rastede, 13 luglio 1783 – Oldenburg, 27 febbraio 1853) è stato granduca di Oldenburgo col nome di Augusto I dal 1829 al 1853.

## Biografia
Paolo Federico Augusto nacque come figlio primogenito del duca Pietro I di Oldenburg e di sua moglie, la duchessa Federica Elisabetta di Württemberg.
Dal 1803 al 1805 frequentò l'Università di Lipsia, dovendo poi fuggire in Russia quando i francesi di Napoleone I occuparono Oldenburg nel 1810, e vi rimase sino alla liberazione del paese nel 1813, partecipando attivamente alle guerre.
Dal 1811 al 1816 fu governatore dell'Estland per conto dello zar Paolo I di Russia e partecipò agli scontri del 1812 e del 1814, tornando poi dapprima in Russia e nel 1816 a Oldenburg.
Qui egli sposò il 24 luglio 1817 la principessa Adelaide di Anhalt-Bernburg-Schaumburg-Hoym, figlia del principe Vittorio II di Anhalt-Bernburg-Schaumburg-Hoym, con la quale ebbe due figlie. La moglie morì nel 1820. Nel 1825 Federico Augusto I si risposò con la principessa Ida, sua cognata, sorella minore di Adelaide, che morì poco dopo aver dato alla luce l'erede al trono, il duca Nicola Federico Pietro (nato l'8 luglio 1827). Nel 1831 si sposò per la terza volta con la principessa Cecilia di Svezia, figlia del re Gustavo IV Adolfo.
Dopo la morte del padre (21 maggio 1829) ottenne il governo sul ducato (che già amministrava formalmente dal 1821 a suo nome) e sancì l'uso ufficiale del titolo di granduca per i reggenti di Oldenburg (titolo già concesso dal 1815). In onore del padre creò il 27 novembre 1838 una medaglia al servizio militare.
Alla fine del 1831 pubblicò un codice di leggi per la gestione più accurata delle attività comunali, ma questo non riuscì a corrispondere alle esigenze della popolazione, che si rivoltò sulla scia degli eventi europei nel 1848, costringendo il granduca a firmare una costituzione il 18 febbraio 1849. La costituzione, tuttavia, non entrò in vigore sino al 1852.

## Discendenti
Dal primo matrimonio del 1817 con la principessa Adelaide di Anhalt-Bernburg, Federico Augusto I ebbe i seguenti figli:
- duchessa Amalia (21 dicembre 1818 - 20 maggio 1875), sposò Ottone di Baviera, poi eletto re di Grecia, diventando quindi regina consorte di Grecia
- duchessa Federica (8 giugno 1820 - 20 marzo 1891), sposò il barone Massimiliano Emanuele von Washington

Dal secondo matrimonio del 1825 con la principessa Ida di Anhalt-Bernburg-Schaumburg-Hoym, nacque il seguente figlio:
- duca Pietro (8 luglio 1827 - 13 giugno 1900), successe al padre come granduca di Oldenburg, sposò Elisabetta di Sassonia-Altenburg

Dal terzo matrimonio del 1831 con la principessa Cecilia di Svezia (1807-1844), Federico Augusto I ebbe i seguenti figli:
- duca Alessandro (16 giugno 1834 - 6 giugno 1835)
- duca Augusto (15 febbraio 1836 - 30 aprile 1837)
- duca Elimaro (23 gennaio 1844 - 17 ottobre 1895), sposò morganaticamente la baronessa Natalie Vogel von Friesenhof

## Ascendenza
|                                                      |                                   |                                                             | Genitori                                                     |  |  | Nonni |  |  | Bisnonni                              |  |  | Trisnonni                             |  |
|                                                      |                                   |                                                             |                                                              |  |  |       |  |  | Cristiano Augusto di Holstein-Gottorp |  |  | Cristiano Alberto di Holstein-Gottorp |  |
|                                                      |                                   |                                                             |                                                              |  |  |       |  |  | Cristiano Augusto di Holstein-Gottorp |  |  | Cristiano Alberto di Holstein-Gottorp |  |
|                                                      |                                   | Federica Amalia di Danimarca                                |                                                              |  |  |       |  |  | Cristiano Augusto di Holstein-Gottorp |  |  |                                       |  |
| Giorgio Ludovico di Holstein-Gottorp                 |                                   |                                                             |                                                              |  |  |       |  |  | Cristiano Augusto di Holstein-Gottorp |  |  |                                       |  |
|                                                      |                                   | Albertina Federica di Baden-Durlach                         | Federico VII di Baden-Durlach                                |  |  |       |  |  |                                       |  |  |                                       |  |
|                                                      |                                   | Albertina Federica di Baden-Durlach                         | Federico VII di Baden-Durlach                                |  |  |       |  |  |                                       |  |  |                                       |  |
|                                                      |                                   | Albertina Federica di Baden-Durlach                         | Augusta Maria di Holstein-Gottorp                            |  |  |       |  |  |                                       |  |  |                                       |  |
| Pietro I di Oldenburg                                |                                   | Albertina Federica di Baden-Durlach                         |                                                              |  |  |       |  |  |                                       |  |  |                                       |  |
|                                                      |                                   | Federico Guglielmo II di Schleswig-Holstein-Sonderburg-Beck | Federico Luigi di Schleswig-Holstein-Sonderburg-Beck         |  |  |       |  |  |                                       |  |  |                                       |  |
|                                                      |                                   | Federico Guglielmo II di Schleswig-Holstein-Sonderburg-Beck | Federico Luigi di Schleswig-Holstein-Sonderburg-Beck         |  |  |       |  |  |                                       |  |  |                                       |  |
|                                                      |                                   | Federico Guglielmo II di Schleswig-Holstein-Sonderburg-Beck | Luisa Carlotta di Schleswig-Holstein-Sonderburg-Augustenburg |  |  |       |  |  |                                       |  |  |                                       |  |
| Sofia Carlotta di Schleswig-Holstein-Sonderburg-Beck |                                   | Federico Guglielmo II di Schleswig-Holstein-Sonderburg-Beck |                                                              |  |  |       |  |  |                                       |  |  |                                       |  |
|                                                      |                                   | Ursula Anna di Dona-Schlobitten                             | Cristoforo I di Dohna-Schlobitten                            |  |  |       |  |  |                                       |  |  |                                       |  |
|                                                      |                                   | Ursula Anna di Dona-Schlobitten                             | Cristoforo I di Dohna-Schlobitten                            |  |  |       |  |  |                                       |  |  |                                       |  |
|                                                      |                                   | Ursula Anna di Dona-Schlobitten                             | Maria Federica di Dohna                                      |  |  |       |  |  |                                       |  |  |                                       |  |
| Augusto I di Oldenburg                               |                                   | Ursula Anna di Dona-Schlobitten                             |                                                              |  |  |       |  |  |                                       |  |  |                                       |  |
|                                                      | Carlo I Alessandro di Württemberg | Federico Carlo di Württemberg-Winnental                     |                                                              |  |  |       |  |  |                                       |  |  |                                       |  |
|                                                      | Carlo I Alessandro di Württemberg | Federico Carlo di Württemberg-Winnental                     |                                                              |  |  |       |  |  |                                       |  |  |                                       |  |
|                                                      | Carlo I Alessandro di Württemberg | Eleonora Giuliana di Brandeburgo-Ansbach                    |                                                              |  |  |       |  |  |                                       |  |  |                                       |  |
| Federico II Eugenio di Württemberg                   | Carlo I Alessandro di Württemberg |                                                             |                                                              |  |  |       |  |  |                                       |  |  |                                       |  |
|                                                      |                                   | Maria Augusta di Thurn und Taxis                            | Anselmo Francesco di Thurn und Taxis                         |  |  |       |  |  |                                       |  |  |                                       |  |
|                                                      |                                   | Maria Augusta di Thurn und Taxis                            | Anselmo Francesco di Thurn und Taxis                         |  |  |       |  |  |                                       |  |  |                                       |  |
|                                                      |                                   | Maria Augusta di Thurn und Taxis                            | Maria Ludovica Anna di Lobkowicz                             |  |  |       |  |  |                                       |  |  |                                       |  |
| Federica Elisabetta di Württemberg                   |                                   | Maria Augusta di Thurn und Taxis                            |                                                              |  |  |       |  |  |                                       |  |  |                                       |  |
|                                                      |                                   | Federico Guglielmo di Brandeburgo-Schwedt                   | Filippo Guglielmo di Brandeburgo-Schwedt                     |  |  |       |  |  |                                       |  |  |                                       |  |
|                                                      |                                   | Federico Guglielmo di Brandeburgo-Schwedt                   | Filippo Guglielmo di Brandeburgo-Schwedt                     |  |  |       |  |  |                                       |  |  |                                       |  |
|                                                      |                                   | Federico Guglielmo di Brandeburgo-Schwedt                   | Giovanna Carlotta di Anhalt-Dessau                           |  |  |       |  |  |                                       |  |  |                                       |  |
| Federica Dorotea di Brandeburgo-Schwedt              |                                   | Federico Guglielmo di Brandeburgo-Schwedt                   |                                                              |  |  |       |  |  |                                       |  |  |                                       |  |
|                                                      |                                   | Sofia Dorotea di Prussia                                    | Federico Guglielmo I di Prussia                              |  |  |       |  |  |                                       |  |  |                                       |  |
|                                                      |                                   | Sofia Dorotea di Prussia                                    | Federico Guglielmo I di Prussia                              |  |  |       |  |  |                                       |  |  |                                       |  |
|                                                      |                                   | Sofia Dorotea di Prussia                                    | Sofia Dorotea di Hannover                                    |  |  |       |  |  |                                       |  |  |                                       |  |
|                                                      |                                   | Sofia Dorotea di Prussia                                    |                                                              |  |  |       |  |  |                                       |  |  |                                       |  |